# Verena Klemm
Verena Klemm (* 29. April 1956 in Freiburg im Breisgau) ist eine deutsche Orientalistin an der Universität Leipzig. Ihre Forschungsschwerpunkte sind der schiitische Islam und die moderne arabische Literatur und Literaturdebatte.

## Biografie
Klemm studierte Islamwissenschaft, Vergleichende Religionswissenschaft, Ägyptologie und Empirische Kulturwissenschaft an der Universität Tübingen. 1988 wurde sie bei Heinz Halm mit einer Arbeit über den ismailitischen Propagandisten al-Mu'ayyad fi'l-Din al-Shirazi promoviert. Ihre Habilitation zu Diskursen über das literarische Engagement (iltizām) sowie die Rezeption der engagierten Literatur nach Jean-Paul Sartre in der arabischen Welt erfolgte 1998 an der Universität Hamburg.
2003 wurde sie zur Professorin für Arabistik und Orientalische Philologie an der Universität Leipzig berufen, seit 2022 ist sie Professorin emerita. Seit 2006 leitet sie mehrere DFG-Projekte, in denen die islamischen Handschriften der Universitätsbibliothek Leipzig erfasst, digitalisiert und erforscht werden. 2016 wurde sie in die Sächsische Akademie der Wissenschaften gewählt. Dort initiierte und leitet sie das Langzeitprojekt Bibliotheca Arabica - neue Geschichte der arabischen Literatur (2018 bis 2035).

## Schriften (Auswahl)

### Als Autorin
Aufsätze
- Die frühe islamische Erzählung von Fātima bint Muḥammad: Vom ḫabar zur Legende. In: Der Islam, 79/1 (2002), S. 47–86.
- The four sufarā’ of the Twelfth Imam. Concerning the Formative Period of the Twelver Shi‘a. In: Etan Kohlberg (Hrsg.): Shiism (= The Formation of the Classical Islamic World, 33). Aldershot, Burlington 2003. (Ashgate-Variorum), pp. 135–152.
- Changing notions of commitment (iltizām) and committed literature (al-adab al-multazim) in the literary circles of the Middle East. In: Journal of Arabic and Middle Eastern Literatures (Oxford), vol. 3, no. 1 (2000), pp. 51–62.
- Devianz und Dynamik. Die Netze der Ismailiyya. In: Hinrich Biesterfeld u. Verena Klemm (Hrsg.): Differenz und Dynamik im Islam. Festschrift für Heinz Halm zum 70. Geburtstag. Ergon-Verlag, Würzburg 2012, S. 221–232, ISBN 978-3-89913-885-6.

Bücher
- Die Mission des fatimidischen Agenten al-Mu'ayyad fi'l-Din al-Shirazi (= EHS/27, Bd. 24). Peter-Lang-Verlag, Frankfurt/M. 1989, ISBN 3-631-42061-7 (zugl. Dissertation, Universität Tübingen 1988).
- Memoirs of a Mission. Al-Mu’ayyad fi’l-Dīn al-Shīrāzī. The Ismaili Scholar, Statesman and Poet (= The Institute of Ismaili Studies, The Ismaili Heritage Series 9). I.B. Tauris, London 2003.
- Literarisches Engagement im arabischen Nahen Osten. Konzepte und Debatten (= Mitteilungen zur Sozial- und Kulturgeschichte der islamischen Welt; Bd. 3). Ergon-Verlag, Würzburg 1998, ISBN 3-932004-77-9 (zugl. Habilitationsschrift, Universität Hamburg 1997).

### Als Herausgeberin
- zusammen mit Karin Hörner: Das Schwert des „Experten“. Peter Scholl-Latours verzerrtes Araber- und Islambild. Palmyra, Heidelberg 1993, ISBN 3-9802298-6-6.
- zusammen mit Beatrice Gründler: Understanding Near Eastern Literatures. A Spectrum of Interdisciplinary Approaches (= Literaturen im Kontext. Arabisch, Persisch, Türkisch; Band 1). Verlag Dr. Ludwig Reichert, Wiesbaden 2000.
- Refaiya 1853. Buchkultur in Damaskus (= Schriften aus der Universitätsbibliothek; Bd. 29). Universitätsverlag, Leipzig 2013, ISBN 978-3-86583-772-1 (zugl. Ausstellungskatalog, 18. April bis 14. Juli 2013).
- zusammen mit Marie Hakenberg: Muslime in Sachsen. Geschichte, Fakten, Lebenswelten. Edition Leipzig, Leipzig 2016, ISBN 978-3-361-00715-4.
- zusammen mit Paul E. Walker: A Code of Conduct. A Treatise on the Etiquette of the Fatimid Ismaili Mission. A critical edition of the Arabic text and English translation of Aḥmad b. Ibrāhīm al-Naysābūrī´s al-Risāla al-mūjaza al-kafiya fī ādāb al-duʿāt. I.B. Tauris Publishers, London, New York, in association with the Institute of Ismail Studies, 2011 (=Ismaili Text and Translation Series 15), ISBN 978-1- 78076-126-8.
- zusammen mit Hinrich Biesterfeldt: Differenz und Dynamik. Festschrift für Heinz Halm zum 70. Geburtstag – Difference and dynamics in Islam. Festschrift for Heinz Halm on his 70th birthday. Würzburg 2012.